# Sophie de Liechtenstein
La princesse Sophie Marie Gabriele Pia de Liechtenstein (allemand: Sophie Marie Gabriele Pia, Prinzessin von und zu Liechtenstein) (11 juillet 1837,  Vienne – 25 septembre 1899, château de Fischhorn, Zell am See, Salzbourg, Autriche-Hongrie) est une princesse de Liechtenstein et membre de la Maison de Liechtenstein par la naissance. Par son mariage avec Charles de Löwenstein-Wertheim-Rosenberg, Sophie est la princesse de Löwenstein-Wertheim-Rosenberg, du 4 mai 1863 jusqu'au 25 septembre 1899 et un membre de la Maison de Löwenstein-Wertheim-Rosenberg.
Sophie est le troisième enfant d'Alois II et de son épouse Franziska Kinsky von Wchinitz und Tettau. Elle est une sœur aînée de Jean II, Prince de Liechtenstein et de François Ier, Prince de Liechtenstein.
C’est par son entremise que le prétendant carliste au trône d’Espagne et de France don Carlos, à épousé sa nièce Marie-Berthe de Rohan.

## Mariage et descendance
Sophie épouse Charles, 6e prince de Löwenstein-Wertheim-Rosenberg, fils unique et le deuxième et dernier enfant de Constantin de Löwenstein-Wertheim-Rosenberg et de son épouse Agnès de Hohenlohe-Langenbourg, le 4 mai 1863, à Vienne. Sophie et Charles ont huit enfants:
- Françoise de Löwenstein-Wertheim-Rosenberg (Kleinheubach 30 mars 1864 - Düsseldorf 12 avril 1930)
- Adelheid de Löwenstein-Wertheim-Rosenberg (Kleinheubach 17 juillet 1865 - Prague le 6 septembre 1941), épouse le comte Adalbert Joseph de Schönborn
- Agnès de Löwenstein-Wertheim-Rosenberg (Kleinheubach 22 décembre 1866 - Oosterhout 23 janvier 1954)
- Joseph, prince héréditaire de Löwenstein-Wertheim-Rosenberg (Kleinheubach 11 avril 1868 - Rome 15 février 1870)
- Marie-Thérèse de Löwenstein-Wertheim-Rosenberg (Rome 4 janvier 1870 - Vienne 17 janvier 1935), marié Michel de Bragance (1853-1927)
- Aloys de Löwenstein-Wertheim-Rosenberg (Kleinheubach 15 septembre 1871 - château de Bronnbach 25 janvier 1952), marié à la comtesse Joséphine Kinsky de Wchinitz et Tettau
- Anne de Löwenstein-Wertheim-Rosenberg (Kleinheubach 28 septembre 1873 - Vienne 27 juin 1936), épouse le prince Félix de Schwarzenberg
- Jean-Baptiste de Löwenstein-Wertheim-Rosenberg (Kleinheubach 29 août 1880 - Newport 18 mai 1956), marié à la comtesse Alexandra de Bernstorff.